# المجلس الألماني للنساء
المجلس الألماني للنساء (بالألمانية: Deutscher Frauenrat) منظمة نسائية مقرها برلين. تضم حوالي 60 منظمة نسائية نشطة على الصعيد الوطني. وتشمل هذه المنظمات الدينية والجمعيات المهنية والجماعات النسائية الديمقراطية، والأحزاب السياسية. ويتم من خلال المنظمة صياغة القرارات السياسية التي على أساسها يتم توجيه عمل ونشاط النساء على صعيد الجمهورية الألمانية.

## الوصلات الخارجية
- المجلس الألماني للنساء (بالألمانية)